# Robert Cecil of Chelwood
Lord Robert Cecil de Chelwood (Londres, 14 de setembre de 1864 - Turnbridge Wells, 24 de novembre de 1958) fou un jurista, polític i diplomàtic britànic. El 1937 fou guardonat amb el Premi Nobel de la Pau pels seus treballs en la formació de la Societat de Nacions.

## Joventut
Fill de Robert Gascoyne-Cecil, tercer Marquès de Salisbury i tres vegades Primer Ministre, nasqué el 1864 i fou educat a casa seva fins als 13 anys, quan va assistir a l'Escola Eton i posteriorment a la Universitat d'Oxford, on va estudiar lleis, va destacar en debats i es va llicenciar en Dret.

## Vida política
Després de finalitzar la seva educació, va exercir l'advocacia a partir de 1887 durant gairebé una dècada, abans d'entrar en política. El 1906 va ser escollit membre de Cambra dels Comuns britànica en representació del Partit Conservador britànic, on va romandre fins a l'any 1923.
Abans d'esclatar la Primera Guerra Mundial, va treballar per a la Creu Roja. Tanmateix, a partir de la guerra va ocupar diferents càrrecs ministerials, alguns d'ells dedicats a l'esforç de la guerra. Potser va ser aquesta experiència la que el va dur a escriure, l'any 1918, A Way of Peace i, posteriorment, a ajudar en la redacció dels estatuts de la Societat de Nacions. El 1920 va ser representant d'Àfrica del Sud en la Societat de Nacions i, posteriorment, va ocupar-ne la vicepresidència. Allà va defensar fermament l'ús de l'esperanto com a llengua auxiliar internacional.
Va ser nomenat vescomte el 1923. Va participar en els dos gabinets de Stanley Baldwin, però va dimitir el 1927 arran del fracàs de la comissió de desarmament de Ginebra i de la indiferència dels seus col·legues de gabinet. L'any 1932 va dimitir dels seus càrrecs de representació britànica en la Societat de Nacions, passant a convertir-se en un conseller extern.
El 1937 va ser guardonat amb el Premi Nobel de la Pau “per ser un dels ferms arquitectes i defensors de la Societat de Nacions”.
A l'estiu de 1946 va participar en les reunions finals de la lliga en Ginebra, acabant el seu discurs: "La lliga és morta; desitgen viu els Nacions Unides!". Posteriorment va ocupar un seient a la Cambra dels Lords i va donar suport als esforços internacionals per a la pau amb la seva presidència honorífica de les Nacions Unides. Morí a casa seva el 1958.